# Beduído
Beduído is een plaats (freguesia) in de Portugese gemeente Estarreja en telt 7794 inwoners (2001).